# Hřbitov v Sánech
Hřbitov v Sánech je pohřebiště nacházející se ve vsi Sány v okrese Nymburk.

## Historie
V roce 1824 začala v Sánech stavba nového kostela, přičemž byl zrušen původní místní hřbitov u návsi. Nový hřbitov byl založen na okraji vsi. Vzhledem k tomu, že v obci tehdy existoval kromě římskokatolické farnosti i (později zaniklý) evangelický sbor, měl nový hřbitov katolickou a evangelickou část. Úpravy hřbitova proběhly v roce 1868. V roce 1922 pak tehdejší okresní úřad v Poděbradech konstatoval, že hřbitov je přeplněn, a bylo vydáno nařízení k jeho rozšíření. Obec proto vykoupila sousední pozemky rodin Kadavých a Kocnerových a hřbitov byl podstatným způsobem rozšířen až na kapacitu 610 hrobů a hrobek, přičemž (v duchu tehdy stále dodržovaných zvyklostí) byla na západní straně hřbitovního okrsku vyčleněna zvláštní místa pro jinověrce a pro sebevrahy. V roce 2008 proběhla revitalizace hřbitova, při které byl například renovován hrob P. Antonína Rudolfa z Ehrenwaldu, v letech 1850–1875 duchovního správce místní lokálie, pozdější římskokatolické farnosti, a hrob P. Jana Evangelisty Herčíka, kněze a literáta.

## Stavební podoba
Hřbitov má půdorys pravidelného obdélníka. V jihozápadní jeho části se nachází evangelické pohřebiště, od zbytku hřbitova oddělené zdí do půdorysu menšího obdélníka. Katolická a evangelická část hřbitova měla původně každá svůj vlastní vchod a obě části nebyly komunikačně propojeny. Až později byl v „katolické“ části hřbitova v ose hlavního hřbitovního kříže, u východní hřbitovní zdi, se nachází kněžský hrob, v němž jsou pohřbeni kněží Antonín Rudolf z Ehrenwaldu a Jan Evangelista Herčík. V severovýchodním nároží hřbitova se nachází márnice.